# Cartutx (armes de foc)

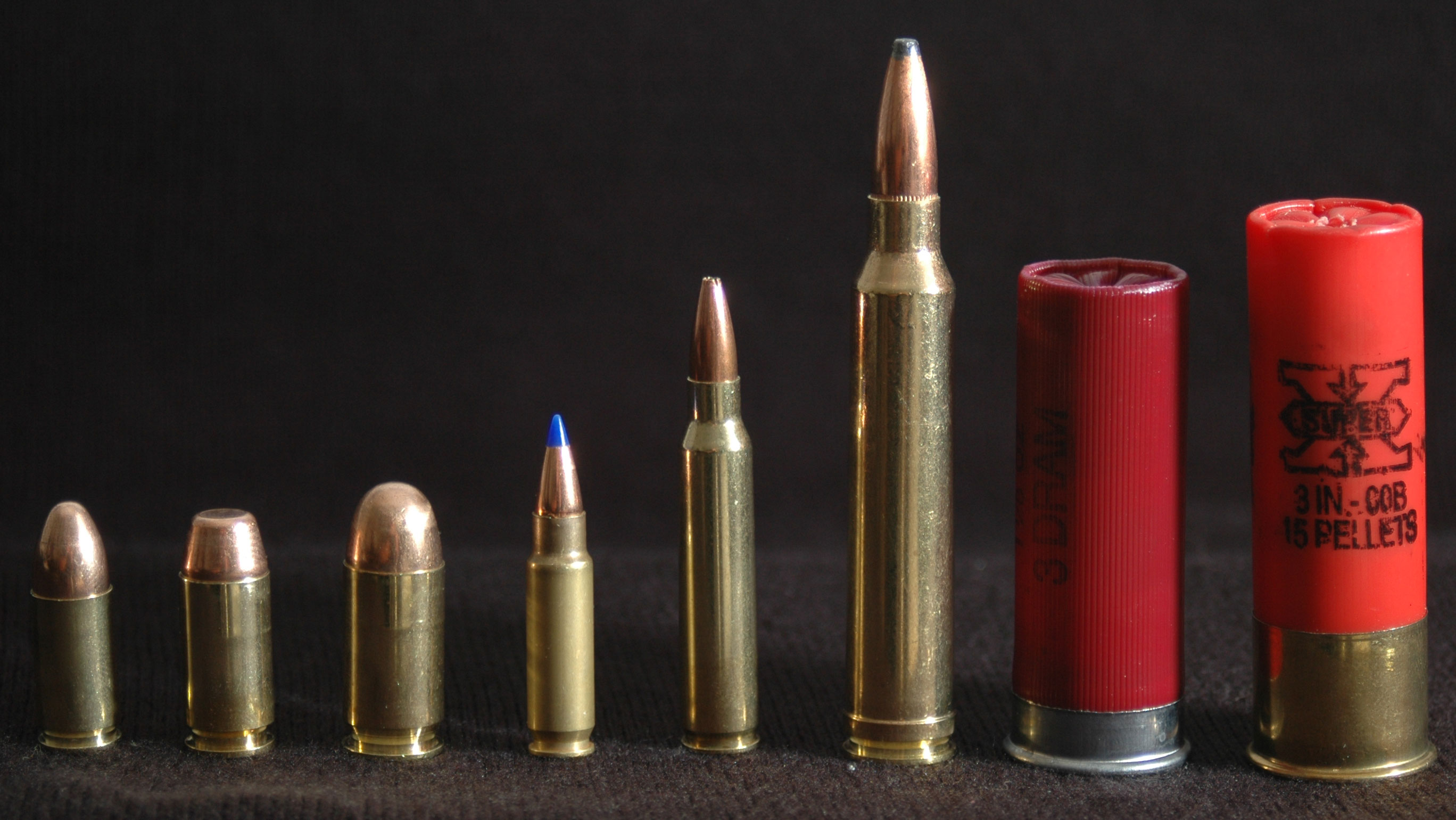
Diversos cartutxos actuals a l'esquerra de pistola, de fusell al centre i d'escopeta a la dreta.

Un cartutx és el tipus de munició utilitzat en les armes de foc lleugeres, ja siguin pistoles i revòlvers o fusells, escopetes i altres armes llargues. Així doncs el que popularment s'anomena bala és només el projectil del cartutx, format per la beina metàl·lica, que conté la càrrega de pólvora, el pistó i la bala en el seu extrem.
En el cas dels cartutxos d'escopeta és una munició carregada amb perdigons dissenyats per ser disparat amb l'escopeta. La coberta exterior sol ser de plàstic amb una part posterior metàl·lica que conté la càpsula fulminant que quan és impactada pel percussor fa encendre la pólvora i els gasos creats provoquen que el cartutx s'obri i surtin disparats els perdigons.

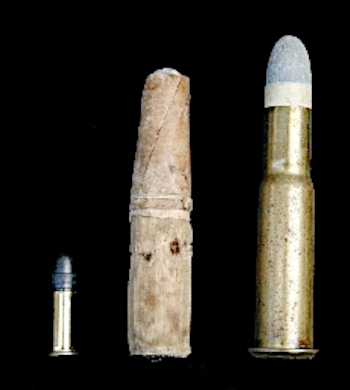
Al centre un cartutx de paper de calibre 11 mm per al fusell Chassepot, el primer fusell de cartutx en servei. A la dreta el seu successor, el cartutx metàl·lic 11 x 59,5 mm R. A l'esquerra un cartutx de calibre 0.22 Long, de percussió anular

## Història
El primer cartutx integrat va ser desenvolupat a París l'any 1808 per l'armer suís Jean Samuel Pauly associat a l'armer francès François Prélat. Pauly va crear el primer disseny de cartutx que contenia tots els elements necessaris per a disparar: una base de coure amb un compost fulminant de mercuri, la pólvora, la bala i un embolcall de paper per tot el conjunt. Aquesta nova munició es va utilitzar amb èxit als fusell Chassepot.
La pròxima evolució al disseny la va realitzar el franès Benjamin Houllier dissenyant i patentant l'any 1846 a París el primer cartutx completament metàl·lic (és a dir amb beina).

Un cartutx modern consta de les següents parts: 1. bala; 2. beina; 3. càrrega propel·lent; 4. culot; 5. la càpsula fulminant.

## Disseny
El cartutxos agrupen en un sol element els diversos components necessaris per permetre el tret:
- Projectil/s: habitualment una bala o els perdigons d'un tret d'escopeta. Cal no anomenar doncs "bala" al conjunt del cartutx, ja que n'és només un component.
- La beina és el cilindre que conté i manté junts tots els diversos components. A l'interior de la beina hi trobem la càrrega
- La càrrega propel·lent, continguda dins la beina i formada habitualment per pólvora sense fum.
- La càpsula fulminant, ubicada a la base del cartutx la qual en ser impactada s'encén i permet la ignició del propel·lent.

## Classificació
Podem classificar en els cartutxos en diverses categories en funció de paràmetres com el tipus d'armes de foc en els quals s'empren o el tipus de beina. Així un cartutx d'escopeta té un disseny fàcilment diferenciable del d'altres armes de foc, amb una forma cilíndrica que encapsula completament la càrrega propel·lent i els projectils. Per contra els cartutxos per a altres armes de foc solen comptar amb una beina metàl·lica ogival de la qual sobresurt la bala. D'aquests en podem distingir dos grans subgrups en funció de la disposició de la càrrega fulminant (la que és impactada en accionar el gallet i encén la càrrega propel·lent principal):
- Cartutx de percussió anular: La beina conté una base més ample que la resta del cos del cartutx dins la qual hi ha la càrrega fulminant. El percussor impacta contra al bora del cartutx. Aquest queda deformat i no es pot recarregar.
- Cartutx de percussió central: La beina conté un espai al centre de la base on s'encaixa la càpsula fulminant. El percussor o agulla percussora impacta contra el centre cel cartutx activant la càpsula fulminant. Aquests tipus de cartutxos permeten la recàrrega.

## Munició de fogueig
- 7.62×51mm OTAN (esquerra)
- 9×19mm Parabellum (dreta).

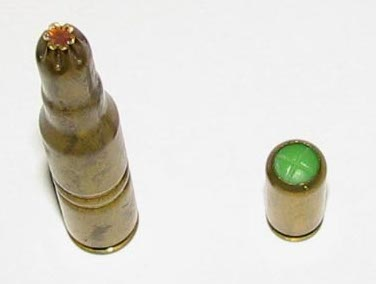
Cartutxos de fogueig:
- 7.62×51mm OTAN (esquerra)
- 9×19mm Parabellum (dreta).

Un cartutx de fogueig és un cartutx carregat que no conté un projectil o, alternativament, utilitza un projectil no metàl·lic (per exemple, de fusta) que es polvoritza en copejar un adaptador de tret de fogueig. Per contenir el propulsor, l'obertura on normalment s'ubicaria el projectil es tanca a pressió i/o se segella amb algun material que es dispersa ràpidament en sortir del canó.
Aquest material de segellat encara pot causar danys a molt poca distància. L'actor Jon-Erik Hexum va morir quan es va pegar un tret al cap amb una arma de fogueig, i l'actor Brandon Lee va ser assassinat durant el rodatge de El corb quan una bala de fogueig disparada darrere d'una bala que estava embussada a l'ànima li va travessar l'abdomen i la columna vertebral. L'arma no havia estat desactivada correctament i anteriorment s'havia utilitzat un cartutx engreixat amb una bala en lloc d'un maniquí. Algú va estrènyer el gallet i el detonador va clavar la bala silenciosament a l'orifici.
Els cartutxos de fogueig s'usen a l'entrenament, però no sempre fan que una arma es comporti de la mateixa manera que la munició real; el retrocés sempre és molt més feble, i algunes armes automàtiques només funcionen correctament quan la pistola està equipada amb un adaptador de tret de fogueig per confinar la pressió del gas dins del canó per operar el sistema de gas.
Els cartutxos de fogueig també es poden usar per llançar una granada de rifle, encara que els sistemes posteriors van usar un disseny de "trampa de bales" que captura una bala d'una ronda convencional, accelerant el desplegament. Això també nega el risc de disparar per error una bala real a la magrana de rifle, cosa que fa que exploti instantàniament en lloc d'impulsar-la cap endavant.
Els cartutxos de fogueig també s'utilitzen com a llançadors dedicats per impulsar un ganxo d'unió, una línia de corda o una bengala, o com un esquer d'entrenament per entrenar gossos de caça.
Les càrregues d'energia utilitzades en una varietat de pistoles de claus són essencialment cartutxos de fogueig de percussió anular.

## Cartutxos inerts

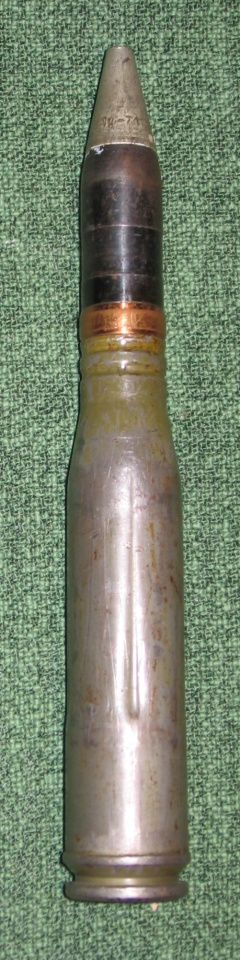
Cartutx de 23×152mm, trepant rodó

Les rondes de perforació són versions inertes de cartutxos que s'utilitzen per a la formació i la pràctica durant l'entrenament militar. A banda de la manca de propulsor i encebador, aquests són de la mateixa mida que els cartutxos normals i encaixaran en el mecanisme d'una arma de la mateixa manera que ho fa un cartutx real. Com que disparar en sec (deixar anar el percutor amb una recambra buida) una arma de vegades pot provocar danys en el percutor, les rondes fictícies denominades tapes a pressió o snap cap estan dissenyades per protegir les armes de percussió central de possibles danys durant el percutor i pràctiques de control de desencadenants d'incendis.
Per distingir les rondes de perforació i les tapes a pressió de les rondes vives, es marquen de manera distintiva. S'utilitzen diverses formes de marques; p.ex. col·locant flautes de colors a la caixa, perforant forats a través de la caixa, pintant la bala o el cartutx, o una combinació d'aquests. En el cas de rondes de perforació de foc central, l'encebador sovint estarà absent, el seu orifici de muntatge a la base es deixa obert. Com que aquests són mecànicament idèntics a les municions vives, que estan dissenyades per carregar-se una vegada, disparar-se i després rebutjar-se, les municions de perforació tendeixen a desgastar-se i danyar-se significativament amb el pas repetit a través de carregadors i mecanismes de tret, i s'han d'inspeccionar sovint per assegurar-se que no estiguin tan degradats com per ser inutilitzables. Per exemple, les beines poden esquinçar-se o deformar-se i enganxar-se a les peces mòbils, o la bala pot separar-se i romandre a la recambra quan s'expulsa la beina.

### Mek-Porek

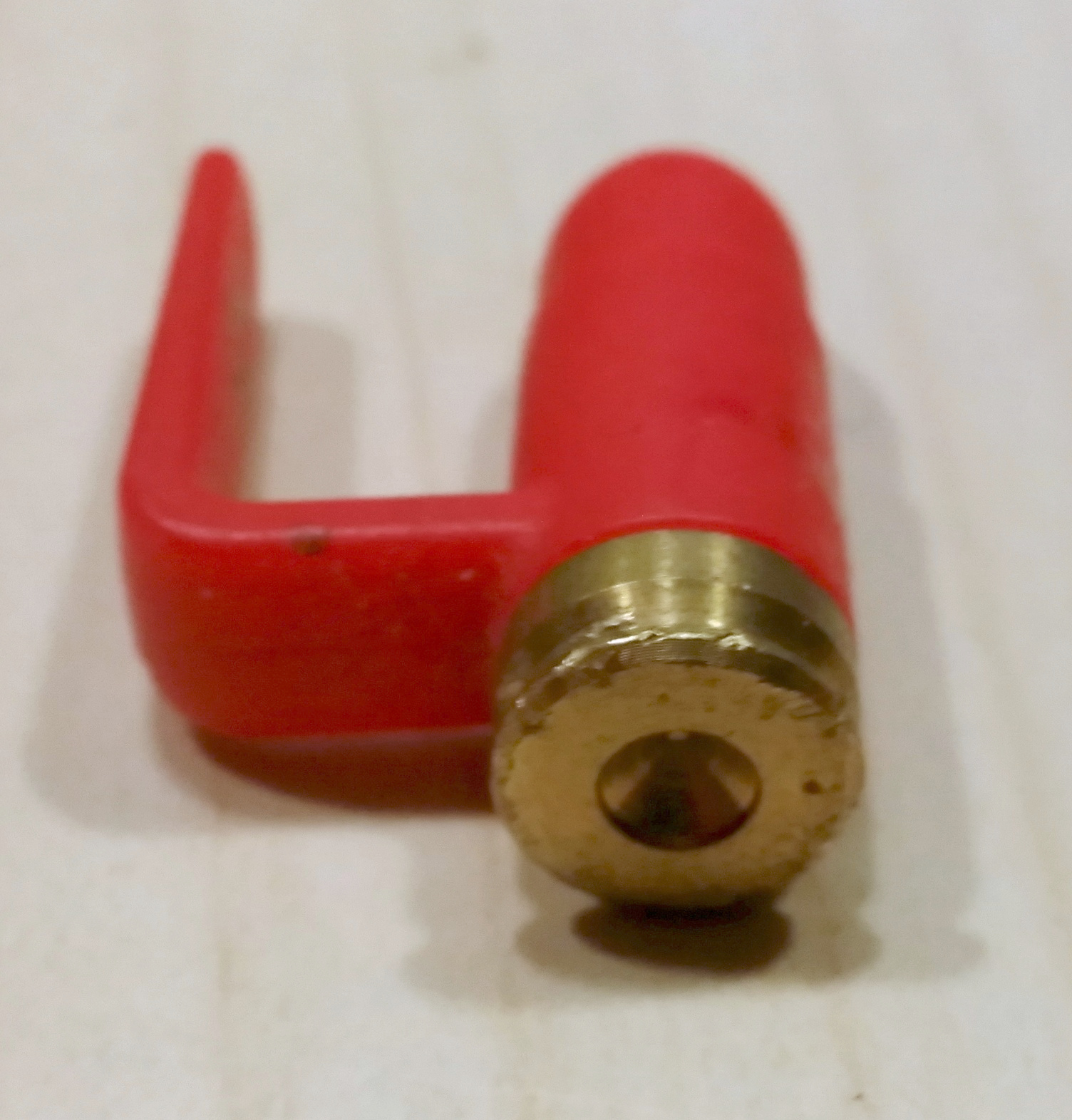
Mek-Porek de calibre 9 × 19 mm.

El Mek-Porek de colors brillants és una base de cartutx inert dissenyada per evitar que un cartutx real es col·loqui a la càmera sense voler, per reduir les possibilitats d'una descàrrega accidental per falla mecànica o de l'operador. Una bandera en forma de L és visible des de l'exterior perquè el tirador i altres persones involucrades sàpiguen instantàniament la situació de l'arma. El Mek-Porek generalment està lligat a la seva arma per una corda curta i pot expulsar ràpidament per donar pas a una ronda real si la situació ho merita sobtadament. Aquest dispositiu de seguretat és estàndard a les Forces de Defensa d'Israel.

### Snap cap

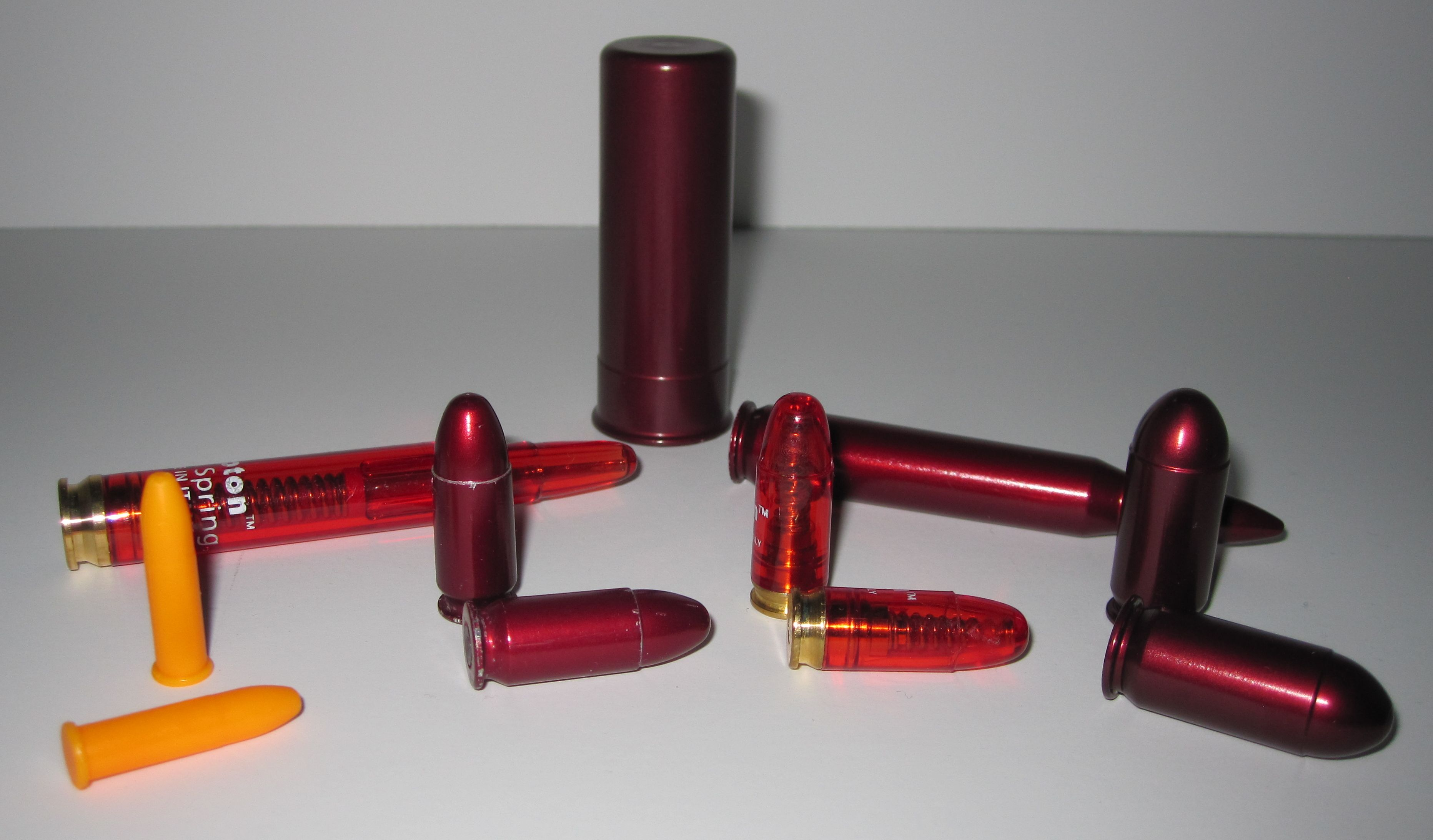
Una varietat de tapes a pressió de diferents calibres

Una tapa a pressió és un dispositiu que té la forma d'un cartutx estàndard, però no conté encebador, propulsor ni projectil. S'utilitza per garantir que disparar en sec armes de foc de certs dissenys no causin danys. Una petita quantitat d'armes de foc de percussió anular i percussió central de disseny més antic no s'han de provar amb la recambra buida, ja que això pot provocar l'afebliment o el trencament del percutor i un desgast més gran d'altres components en aquestes armes de foc. En el cas d'una arma de percussió anular de disseny primitiu, el tret en sec també pot provocar la deformació de la vora de la recambra. Per aquesta raó, alguns tiradors usen una tapa de pressió en un intent d'esmorteir el percutor de l'arma a mesura que avança. Algunes tapes a pressió contenen una imprimació falsa humitejada amb ressort, o una feta de plàstic, o cap; els ressorts o el plàstic absorbeixen la força del percutor, cosa que permet a l'usuari provar amb seguretat el funcionament de l'acció de l'arma de foc sense danyar els seus components.
Les tapes a pressió i les rondes fictícies que proven l'acció també funcionen com una eina d'entrenament per reemplaçar les rondes reals per exercicis carregar i descarregar, així com l'entrenament per a fallades d'encesa o altres fallades de funcionament, ja que funcionen de manera idèntica a una ronda real "fallida" que no s'ha encès. En general, una tapa de pressió es pot utilitzar per a 300-400 clics. Després d'això, a causa del forat a l'encebador fals, el percutor no ho aconsegueix.

## Calibres dels cartutxos més habituals

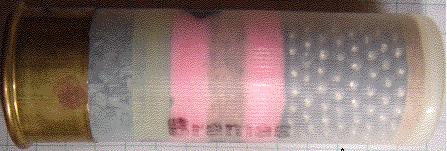
Un cartutx d'escopeta amb coberta translúcida que permet veure els seus components incloent la pólvora i els perdigons.

Aquest són els calibres d'alguns dels cartutxos habituals en pistoles:
- 9x19mm Parabellum - Dissenyat per a l'exèrcit alemany al final del segle xix, és una munició de pistola molt utilitzada arreu del món. També és la munició estàndard de l'OTAN per a pistoles i subfusells.
- .44 Magnum - Un cartutx de gran potència utilitzat en pistoles, tot i que originalment es dissenyà per a la caça.
- .45 ACP - Utilitzat com a cartutx estàndard de les pistoles militars nord-americanes des de fa quasi un segle.

Aquest són els calibres d'alguns dels cartutxos habituals en fusells de caça:
- .243 Winchester - Munició per a fusells lleugera, amb un diàmetre de bala de 6,2 mm en comparació amb els 7,8 d'un .30-06 Springfield.
- .308 Winchester - Munició per a fusells pràcticament idèntica al cartutx militar 7,62 × 51 mm OTAN. Es tracta d'un dels calibres més populars per a la caça de grans animals a curta o mitjana distància. També és utilitzat per la policia en fusells de precisió.
- .30-06 Springfield - Munició per a fusells habitual en armes de caça tot i que originalment era una munició militar dels Estats Units.
- .300 Winchester Magnum - Munició de fusell de llarg abast, utilitzat en la caça de grans animals o per a usos militars per part de franctiradors.

Aquest són els calibres d'alguns dels cartutxos habituals en armes de foc militars actuals:
- 5,56 x 45 mm OTAN - Començat a utilitzar per l'exèrcit dels Estats Units a la dècada del 1960 ha esdevingut la munició estàndard dels fusells d'assalts de l'OTAN, desplaçant el calibre 7,62 x 51mm utilitzat anteriorment.
- 7,62 x 39 mm - Cartutx estàndard del bloc soviètic des de principis dels anys 40 fins als 70 del segle xx. És una de les municions amb major difusió a nivell mundial, ja que s'utilitza en el conegut fusell d'assalt Kalashnikov AK-47.
- 7,62 × 51 mm OTAN - Anterior munició estàndard de l'OTAN, actualment s'utilitza per a franctiradors i en metralladores. És pràcticament idèntic al cartutx civil .308 Winchester.

## Especificacions

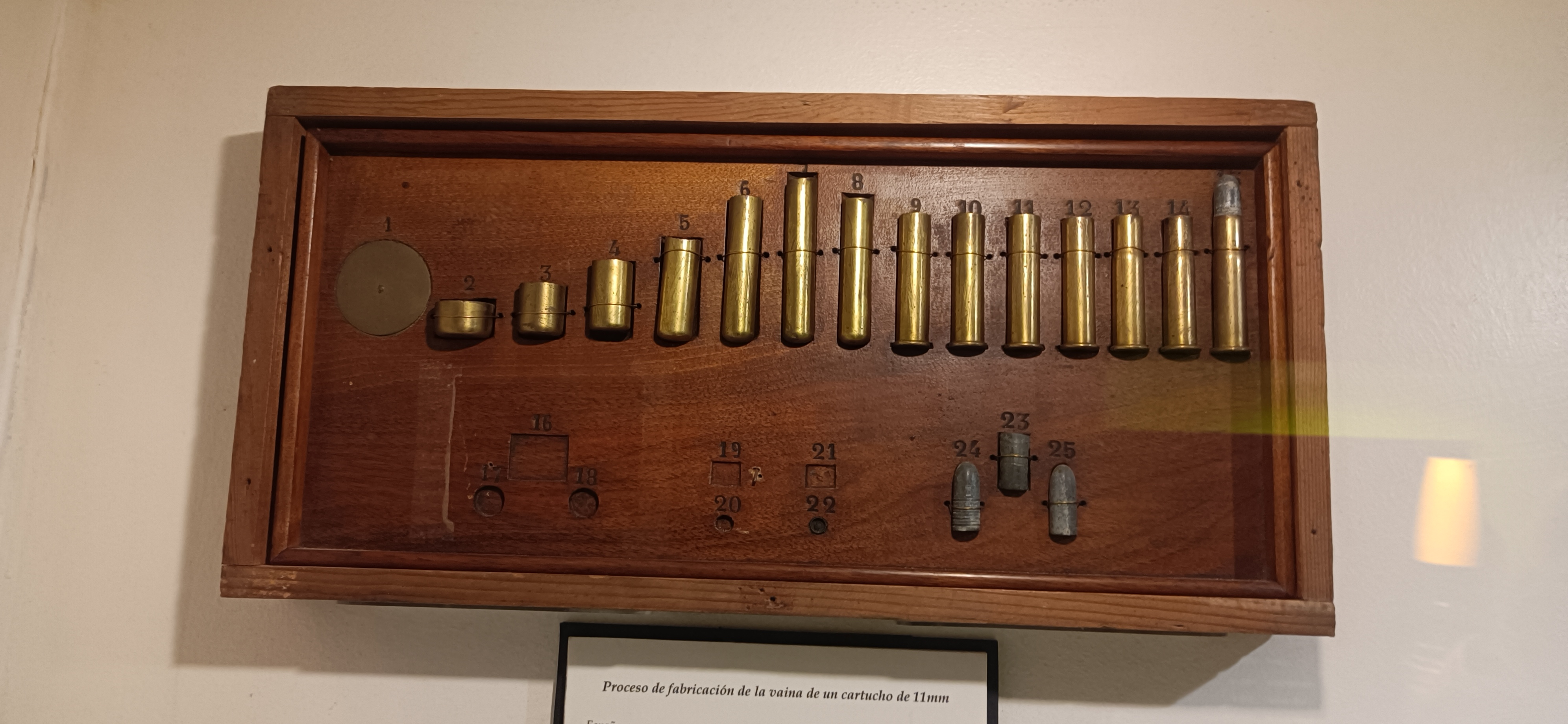
Procés de fabricació de la beina d'un cartutx d'11 mil·límetres.

Les especificacions crítiques dels cartutxos inclouen la mida del coll, el pes i el calibre de la bala, la pressió màxima, l'espai per al cap, la longitud total, el diàmetre i la conicitat del cos de la beina, el disseny de l'espatlla, el tipus de broda, etc. En general, totes les característiques d'un tipus específic de cartutx estan estrictament controlades i pocs tipus són intercanviables de cap manera. Hi ha excepcions, però en general, aquestes són només quan un cartutx cilíndric més curt es pot utilitzar en una recambra més llarga, (per exemple, .22 Short en una recambra .22 Long Rifle, .32 H&R Magnum en una recambra .327 Federal Magnum, i .38 Special en una recambra .357 Magnum). El tipus d'esquer (Boxer o Berdan) és intercanviable, encara que no a la mateixa caixa. La desviació a qualsevol d'aquestes especificacions pot provocar danys a l'arma de foc i, en alguns casos, lesions o la mort. De la mateixa manera, l'ús d'un tipus incorrecte de cartutx en una arma determinada pot fer malbé l'arma o causar lesions corporals.
Les especificacions dels cartutxos les determinen diverses organitzacions de normalització, com la SAAMI als Estats Units i la C.I.P. a molts països europeus. L'OTAN també du a terme les seves proves de cartutxos militars per als seus països membres; a causa de les diferències en els mètodes de prova, els cartutxos de l'OTAN (amb la creu de l'OTAN al cap) poden presentar una combinació insegura quan es carreguen en una arma amb recambra per a un cartutx certificat per un dels altres organismes de prova.
El diàmetre de la bala es mesura com una fracció de polzada (normalment en 1/100 o 1/1000) o en mil·límetres. La longitud de la beina del cartutx també es pot designar en polzades o mil·límetres.